# Chelonus striatiscuta
Chelonus striatiscuta är en stekelart som beskrevs av Josef Fahringer 1934. Chelonus striatiscuta ingår i släktet Chelonus och familjen bracksteklar. Inga underarter finns listade i Catalogue of Life.